# Ilja Garkawy
Ilja Iwanowicz Garkawy (ur. 7 lipca?/19 lipca 1888 w Musijenkowie w guberni jekaterynosławskiej, zm. 1 lipca 1937 w miejscu egzekucji Kommunarka) – radziecki wojskowy, komkor, ofiara stalinowskiej czystki w Armii Czerwonej.

## Życiorys
Pochodził z ukraińskiej rodziny chłopskiej. Ukończył seminarium nauczycielskie w Nowomoskowsku i pracował jako nauczyciel ludowy. Podczas I wojny światowej, w 1915 r. został zmobilizowany i skierowany do szkoły wojskowej w Odessie, którą ukończył w lutym 1916 r. Walczył w armii rosyjskiej na froncie rumuńskim, dochodząc do stanowiska dowódcy kompanii w 260 pułku strzeleckim. Po rewolucji lutowej 1917 r. został wybrany do komitetu pułkowego. Przyłączył się do ruchu rewolucyjnego w Besarabii, pełnił obowiązki przewodniczącego rady delegatów robotniczych i żołnierskich w Kiszyniowie. Na początku stycznia 1918 r. kiszyniowscy bolszewicy oraz ich zwolennicy podjęli próbę zbrojnego przejęcia władzy w Besarabii, jednak zostali z niej wyparci przez interweniujące, na wniosek mołdawskiej Rady Kraju, wojska rumuńskie jeszcze w tym samym miesiącu.
Ilja Garkawy wstąpił do Armii Czerwonej krótko po jej utworzeniu. Był pomocnikiem kierownika gubernialnego wojenkomatu w Woroneżu (sierpień-październik 1918 r.), następnie szefem sztabu 45 Dywizji Strzeleckiej od czerwca 1919 r. do sierpnia 1920 r. Między sierpniem 1920 r. a kwietniem 1921 r. tymczasowo dowodził 45 Dywizją Strzelecką. 
Po zakończeniu wojny domowej w Rosji był od czerwca do grudnia 1921 r. szefem sztabu 3 Kazańskiej Dywizji Strzeleckiej. Od grudnia 1921 do marca 1922 był p.o. komendanta garnizonu kijowskiego, następnie od marca do maja 1922 r. pomocnikiem dowódcy Kijowskiego Okręgu Wojskowego i od maja 1922 r. do czerwca 1924 d. ponownie dowódcą 45 Dywizji Strzeleckiej. W tym czasie (w 1923 r.) ukończył wyższe kursy przy Akademii Wojskowej w Moskwie.
Od czerwca 1924 r. do grudnia 1927 r. był dowódcą 8 Korpusu Strzeleckiego, następnie do maja 1930 r. kierował Zarządem Dowódczym Zarządu Głównego Armii Czerwonej. W 1928 r. odznaczony Orderem Czerwonego Sztandaru. Od maja 1930 r. do lipca roku następnego dowodził 14 Korpusem Strzeleckim. W lipcu 1931 r. mianowano go pomocnikiem dowódcy Leningradzkiego Okręgu Wojskowego.
W 1935 r. został dowódcą nowo utworzonego Uralskiego Okręgu Wojskowego.  Posiadał stopień komkora.

### Aresztowanie, proces i śmierć
11 marca 1937 r., w pierwszej fazie czystek w Armii Czerwonej, został aresztowany i oskarżony o udział w spisku antypaństwowym. Jego aresztowanie zostało przyjęte przez wysokich oficerów Armii Czerwonej z niedowierzaniem. O zwolnienie Garkawego bez powodzenia starał się Jan Gamarnik, a żona komkora, również bezskutecznie, prosiła o pomoc komisarza obrony Klimienta Woroszyłowa. Dowodzący Kijowskim Okręgiem Wojskowym komandarm Iona Jakir, przyjaciel i szwagier Garkawego (żona aresztowanego, Mila, była siostrą małżonki Jakira Sarry), 9 kwietnia 1937 r. wstawiał się za nim osobiście u Stalina. Po tym spotkaniu w połowie kwietnia Garkawy został zwolniony, a nawet przywrócono do dowodzenia okręgiem, jednak w więzieniu pozostali jego zastępcy. 12 maja Garkawy został aresztowany po raz drugi w Swierdłowsku. Oskarżono go o kierowanie organizacją terrorystyczną. Na śledztwie, prowadzonym przez komisarza bezpieczeństwa państwowego 3 rangi Dmitrija Dmitrijewa, przyznał się do wszystkich zarzutów, 1 lipca 1937 r. został skazany na śmierć i tego samego dnia rozstrzelany. Represje dotknęły również jego żonę, którą uwięziono, i dwóch synów - starszy Jurij został skazany na pięć lat łagru, młodszy Władimir trafił do domu dziecka. Obaj zginęli podczas II wojny światowej.
12 grudnia 1956 r. Ilja Garkawy został zrehabilitowany.